# John Hein
John C. Hein (27 de enero de 1886 - 29 de agosto de 1963) fue un luchador estadounidense que compitió en los Juegos Olímpicos de San Luis 1904.
En estos Juegos Olímpicos ganó la medalla de plata en la categoría de lucha peso Libre menos de 105¾ lb masculino. Años después, Hein ganó tres títulos nacionales de la AAU - en 1905, 1910 y 1913. Tras el final de su carrera como luchador, se convirtió en entrenador, incluyendo a su discípulo al boxeador Benny Leonard, quien fue campeón de peso ligero del mundo. Además Hein estuvo representada por la asociación Boys' Club of New York.